# Col·legi d'Arquitectes de Catalunya

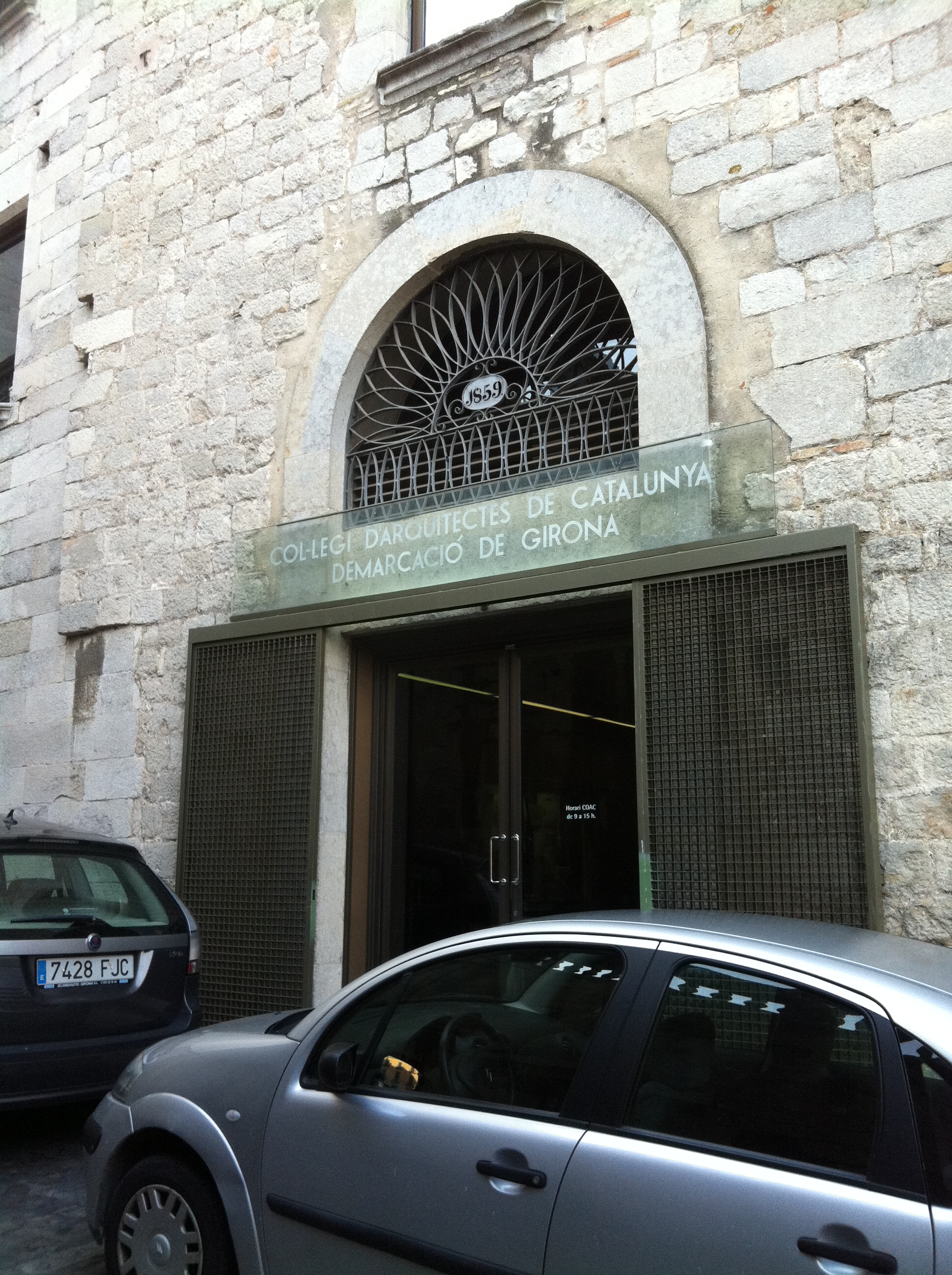
seu a Girona

El Col·legi d'Arquitectes de Catalunya (COAC), constituït el 1931, és una corporació de Dret Públic, amb personalitat jurídica pròpia, que vetlla per la defensa del valor social de l'arquitectura i l'urbanisme en representació dels arquitectes. S'organitza en sis demarcacions —Barcelona, Comarques Centrals, Girona, Tarragona, Lleida i Ebre—, cadascuna amb les corresponents delegacions i seus per atendre els col·legiats en un àmbit més proper. Està integrat al Consejo Superior de Colegios de Arquitectos de España, que agrupa tots els ens col·legials dels arquitectes de l'Estat.

## Funcions
Les funcions principals d'aquest organisme se centren en la: 
- Promoció, ordenació i vetlla pel correcte exercici professional de l'arquitecte.
- Representació dels interessos generals de l'arquitectura i de la professió d'arquitecte.
- Desenvolupament de la informació, sensibilitat i esperit de participació de la societat en els camps de l'arquitectura, urbanisme i medi ambient.
- Contribució a la formació i perfeccionament dels arquitectes.
- Suport de la presència de l'arquitecte en els processos de producció i organització derivats de les seves funcions específiques.
- Garantia de la llibertat d'actuació de l'arquitecte en el seu exercici professional.
- Anàlisi i definició permanent del nivell de responsabilitat recaient sobre l'arquitecte en els processos de producció en què intervé.

Actualment, l'exercici de la professió d'arquitecte a l'àmbit territorial de Catalunya necessita, com a requisit de caràcter previ, la incorporació al COAC a títol de col·legiat o habilitat.

## Arxiu històric i Biblioteca
La institució compta amb un centre d'investigació de l'arquitectura catalana de nivell internacional, format per l'Arxiu Històric —que custodia els fons professionals de prop de 120 arquitectes— i la Biblioteca —la segona d'Europa en nombre de volums d'arquitectura, prop de 198.000.

## Escola de Pràctica Professional Josep Lluís Sert
La gestió de les activitats formatives del COAC envers els arquitectes es realitza a través de l'Escola de Pràctica Professional Josep Lluís Sert, guardonada el 2008 amb el Premi Jean Tschumi de la Unió Internacional d'Arquitectes —en reconeixement de la innovació en la seva oferta formativa i l'ampli ventall de cursos— i el 2009 amb la menció especial "innovación en los servicios colegiales" pel Campus Professional, atorgat pel Consejo Superior de los Colegios de Arquitectos de España.

## Demarcacions, delegacions i seus
- Demarcació de Barcelona (seu a Ciutat Vella)
  - Delegació del Vallès
- Demarcació de les Comarques Centrals
  - Seu d'Osona
  - Seu del Bages/Berguedà
- Demarcació de Girona
  - Delegació Empordà
  - Delegació Garrotxa
- Demarcació de Lleida
  - Delegació del Pirineu
- Demarcació de Tarragona
- Demarcació de l'Ebre, amb seu a la casa Bau (Tortosa)

### Seu de Barcelona
La seu del col·legi a Barcelona és un edifici construït per Xavier Busquets Sindreu entre el 1958 i el 1962, a la cantonada entre el carrer dels Arcs, la Plaça Nova (Barcelona) i el Carrer dels Capellans, al barri Gòtic. L'arquitectura de ciment de l'edifici contrasta fortament amb l'entorn antic i medieval i està format per un cos baix de forma trapezoïdal i una torre superior d'estructura metàl·lica, de vuit plantes. Al cos avançat de la façana hi ha un fris amb uns esgrafiats que reprodueixen dibuixos de Picasso de tema popular. L'any 1992 es va enllestir la construcció d'un edifici annex, obra de Josep Roselló i Til, a la cantonada entre el Carrer dels Arcs i el dels Boters, davant per davant de l'edifici principal. L'any 2018 va culminar la renovació de la façana i els interiors de la torre d'oficines, mitjançant un projecte dels arquitectes Fuses- Viader Arquitectes S.L.P., Jorge Perea i Jordi Mansilla.

## Reconeixements
El 2019 li fou atorgat el Premi Nacional de Cultura.